# Neafrapus
Neafrapus ist eine kleine Vogelgattung in der Familie der Segler (Apodidae). Die Verbreitung ist auf Afrika beschränkt. Die zwei Arten der Gattung sind vergleichsweise stark ortsgebunden. Das Gefieder beider Arten ähnelt sich stark, der Cassinsegler ist dabei deutlich größer als der Fledermaussegler.

## Merkmale
Die Körperlänge des Cassinseglers beträgt 15 Zentimeter, die des Fledermaussegler rund 10 Zentimeter, womit er zu den kleinsten Arten der Tribus Chaeturini zählt. Das Gefieder beider Arten zeigt eine schwarze Oberseite mit einem weißen Streifen an Bürzel oder Oberschwanzdecken. Die Kehle und der obere Teil der Brust sind grau, der Rest der Körperunterseite weiß. 
Beide Arten haben einen auffallend kurzen Schwanz, was durch sehr bauschige Armschwingen wettgemacht wird. Die „Schwanzdornen“, die über die Fahnen der Steuerfedern hinausragenden Federkiele, sind deutlich entwickelt. Die Zehen sind anisodactyl angeordnet.

## Systematik
Die Arten dieser Gattung wurden ursprünglich der Gattung  Chaetura zugerechnet, im Zuge der durch R. K. Brooke 1970 erfolgten Aufteilung der Gattung Chaetura wurden die Neafrapus-Arten eine eigenständige Gattung.
Die folgenden Arten werden der Gattung zugerechnet:
- Cassinsegler (Neafrapus cassini)
- Fledermaussegler (Neafrapus boehmi)